# Villette (Yvelines)
Villette – miejscowość i gmina we Francji, w regionie Île-de-France, w departamencie Yvelines.
Według danych na rok 1990 gminę zamieszkiwało 439 osób, a gęstość zaludnienia wynosiła 95 osób/km² (wśród 1287 gmin regionu Île-de-France Villette plasuje się na 840. miejscu pod względem liczby ludności, natomiast pod względem powierzchni na miejscu 706.).